# Langoiran
Langoiran – miejscowość i gmina we Francji, w regionie Nowa Akwitania, w departamencie Żyronda.
Według danych na rok 1990 gminę zamieszkiwały 2024 osoby, a gęstość zaludnienia wynosiła 200 osób/km² (wśród 2290 gmin Akwitanii Langoiran plasuje się na 210. miejscu pod względem liczby ludności, natomiast pod względem powierzchni na miejscu 1053.).